# Oleg Sîrbu
Oleg Sîrbu (n. 26 august 1967, Ustia, Dubăsari) este jurist și un om politic din Republica Moldova, care din ianuarie 2010 este deputat în Parlamentul Republicii Moldova de legislaturile XVIII-XX, în cadrul fracțiunii Partidului Democrat din Moldova (PDM). Este membru al comisiei parlamentare mediu și schimbări climatice și președintele Organizației Teritoriale Edineț a PDM.
În anii 1990-1993 a deținut funcția de director comercial la „Cristina” SRL. În perioada anilor 1993–2009 a activat în funcția de director la „Gloria-Qvarc” SRL, iar în 1999 a deținut și funcția de director la S.C. Maxiomos-PAN.
Din ianuarie 2010 este deputat în Parlamentul Republicii Moldova. La alegerile parlamentare din 30 noiembrie 2014 din Republica Moldova a candidat la funcția de deputat de pe locul 16 în lista candidaților PDM. Desemnat de Partidul Democrat din Moldova (PDM) în circumscripția uninominală nr. 3, Oleg Sîrbu a fost ales în calitate de deputat la alegerile parlamentare din 24 februarie 2019. Candidatul PDM a acumulat cel mai mare număr de voturi valabil exprimate – 11,840 , în competiție participând în total 9 concurenți electorali.
Deține mai multe firme, care pe parcursul activității sale parlamentare au câștigat mai multe licitații la stat. În 2018, Sîrbu a participat într-un episod controversat, în care a împărțit cadouri din partea sa și a partidului, cadourile propriu-zise venind de fapt de la o organizație de caritate olandeză. Deputatul a negat acuzațiile, declarând că nu a făcut donațiile de unul singur și nu este sigur de sursa lor.
Este căsătorit, are doi copii.